# Pescadería - La Chanca
Pescadería - La Chanca est un quartier de la ville espagnole d'Almería. C'est un quartier populaire et pittoresque de la ville, qui s'étend de la limite sud-ouest de la ville à l'Avenida del Mar (ancienne rambla de la Chanca), à l'est, et de la limite avec le Barranco Caballar, au nord, au port de pêche, au sud. Elle est connue à l'étranger pour être présente dans des œuvres littéraires et journalistiques telles que celles de Juan Goytisolo. Ses rues conservent des éléments de la période musulmane d'Almería, comme les grottes qui longent la colline jusqu'au sommet, datant de cette époque et qui ont été transformées plus tard en habitations.
Le quartier appartient administrativement l'île d'Alborán.

## Histoire
Al Hawad - El Aljibe (Pescadería-La Chanca) a vu le jour au XIe siècle en tant que faubourg situé à l'ouest de la Médina, hors des murs, lorsque la population de la ville s'est accrue, rendant la Médina trop petite. Comme le faubourg de la Musalla (à l'est de la Médina), ce quartier a été fortifié pour protéger ses habitants, qui étaient regroupés selon leur religion ou leur profession (musulmans, juifs, forgerons, pêcheurs, etc.). Les montagnes environnantes fournissaient les pierres utilisées pour la construction de l'Alcazaba et d'autres édifices de la ville califale. Le quartier est également devenu un centre textile important, avec de nombreux métiers à tisser qui ont contribué à la renommée de la soie d'Al-Andalus dans toute la Méditerranée et l'Orient.

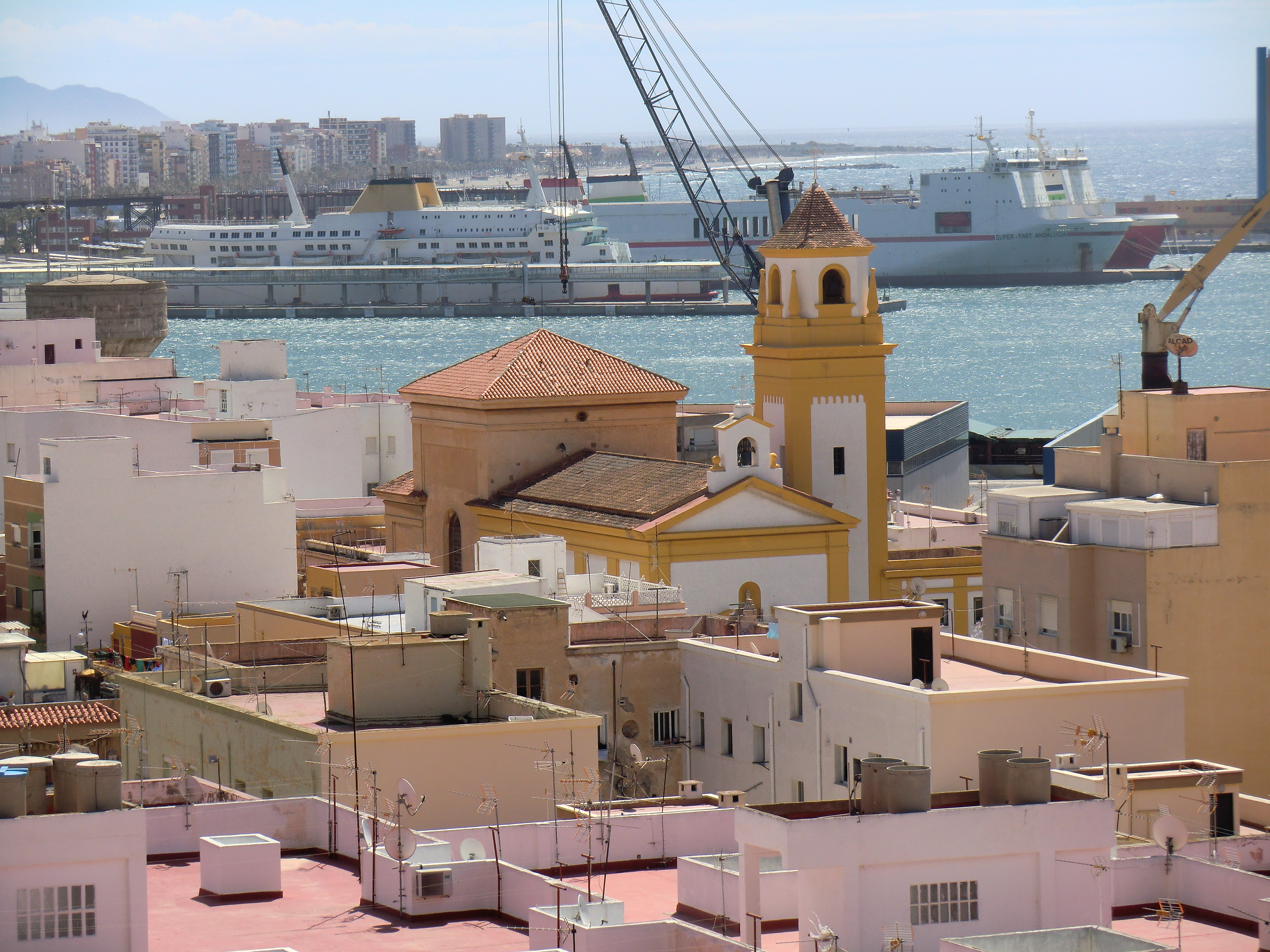
Vue de l'église de San Roque et le Port d'Almería au fond.

Après la conquête chrétienne de la ville d'Almería en 1489, on assiste à un lent et inéluctable déclin, aggravé par deux grands tremblements de terre au XVIe siècles qui ont dévasté la ville et détruit la plupart des bâtiments de l'époque musulmane..

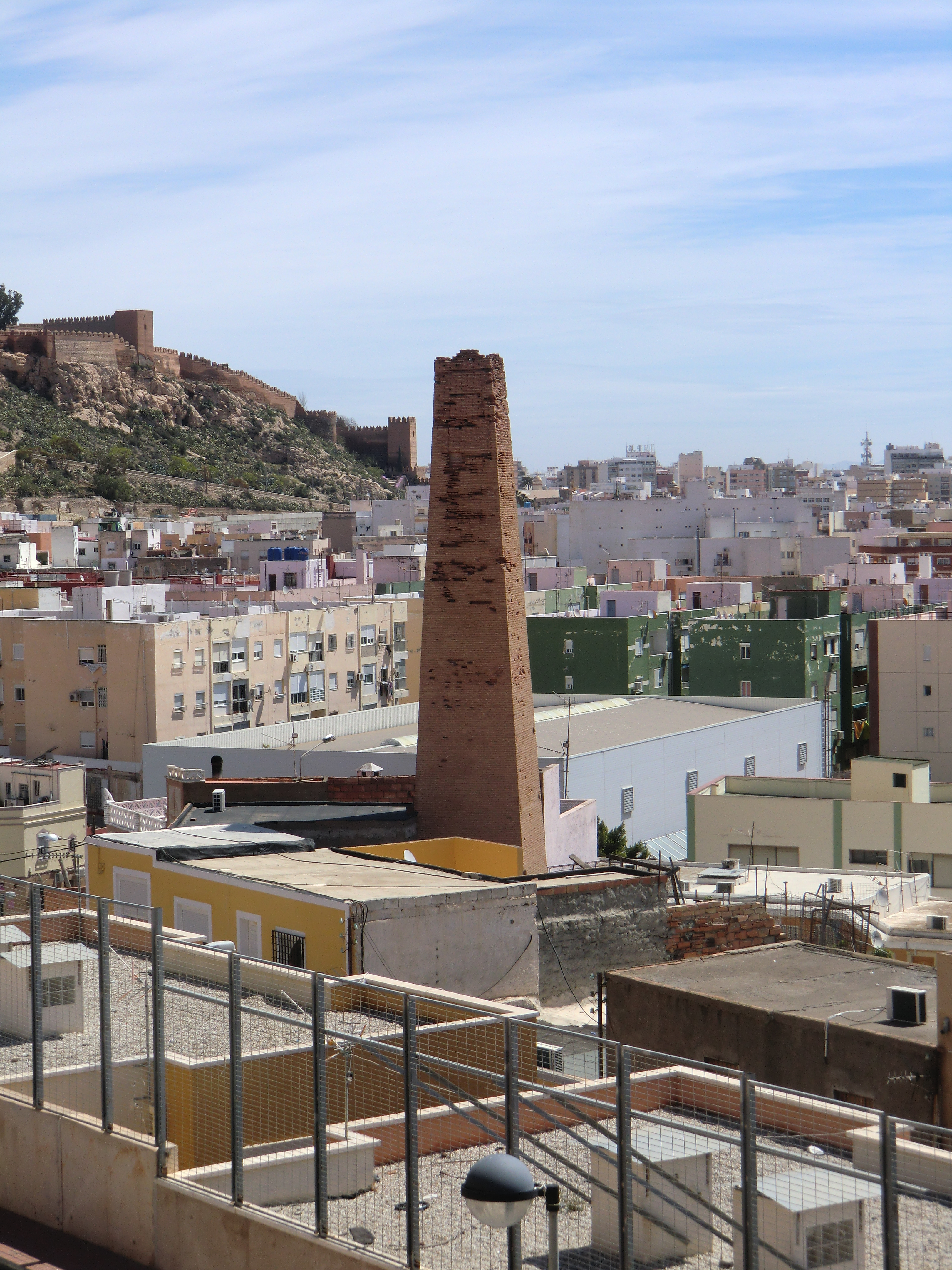
Cheminée de la fonderie de Santo Tomás ou de Heredia du XIXe siècle

Au XIXe siècles, un processus de redressement s'est amorcé grâce à l'exploitation minière et à l'agriculture ; mais après plusieurs décennies de prospérité, l'exploitation minière est entrée en crise, ce qui a fait entrer Almería dans une longue période de récession.
À des principes du XXe siècles  et surtout après la Guerre Civile, il commence à surgir le quartier de la Chanca dans les restes abandonnés de l'ancien arrabal Au-Hawad. Il a traditionnellement été un quartier de pêcheurs en raison de sa proximité au port bateau de pêche de la ville et à ces habitants il se doit son nom actuel.
Au début du XXe siècles et surtout après la guerre d'Espagne, le quartier de La Chanca a commencé à émerger sur les vestiges abandonnés de l'ancien faubourg d'Al-Hawad. Il s'agit traditionnellement d'un quartier de pêcheurs, en raison de sa proximité avec le port de pêche de la ville, et c'est à ces habitants qu'il doit son nom actuel.
Ce quartier a été mentionné par Juan Goytisolo dans son oeuvre La Chanca (Paris, Librairie espagnole) publiée en 1962, mais malgré y avoir été publié ce même an par l'éditorial Seix Barral à Barcelone, ne s'a pas mis à la vente en Espagne jusqu'aux ans 80. Dans l'oeuvre l'auteur décrit les misères du quartier pendant cette époque. Le quartier a aussi été photographié par Carlos Pérez Siquier, Jesús de Perceval et plus a récemment été portrait par le peintre Andrés García Ibáñez.
Ce quartier a été mentionné par Juan Goytisolo dans son ouvrage La Chanca (Paris, Librería española) publié en 1962, mais bien qu'il ait été publié la même année par Seix Barral à Barcelone, il n'a été mis en vente en Espagne que dans les années 1980. Dans cet ouvrage, l'auteur décrit les misères du quartier à cette époque. Le quartier a également été photographié par Carlos Pérez Siquier, Jesús de Perceval et, plus récemment, par le peintre Andrés García Ibáñez.

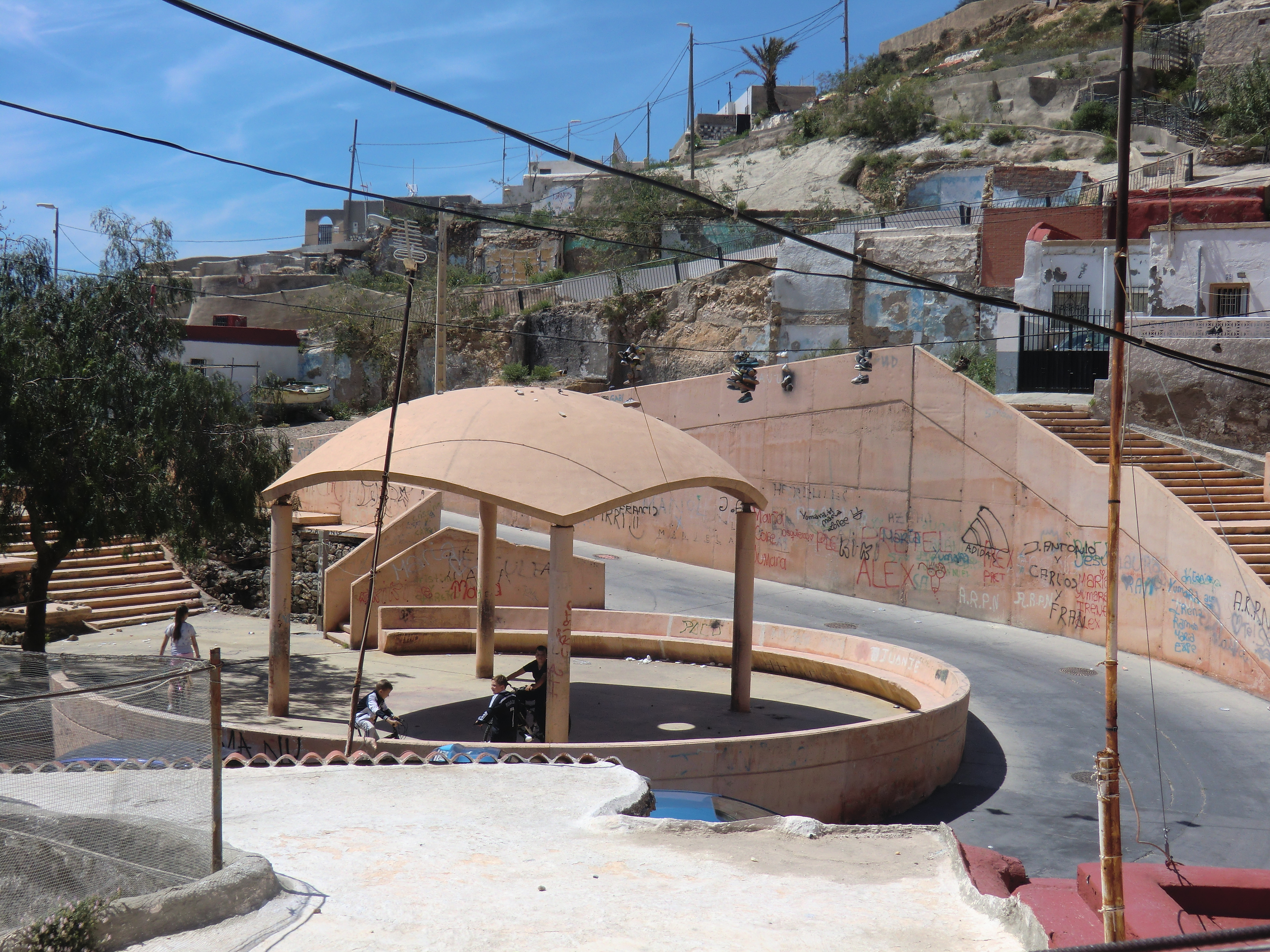
Camino Viejo

Le quartier actuellement (2009), est assez dignificado, bien que continue à conserver son tracé original et ils encore peuvent se contempler les anciennes grottes, je joins à un conglomérat de maisons coloristas que serpentean la colline. Il s'est converti dans un quartier avec grande affluence d'immigrantes. Le quartier concentre un grand pourcentage de population de etnia gitane, ainsi que de religion musulmane et figure de multiples services sanitaires, sportifs et petits commerces. Il subit une des taxes de chômage, pauvreté et marginalité plus grandes de la province. Pourtant, il est cuna des plus soulignés artistes de la culture flamande d'Almería. À des principes de l'an 2011 il a commencé à se promouvoir la candidature de La Chanca pour sa déclaration par l'UNESCO comme Patrimoine Culturel et Inmaterial de l'Humanité, proposition surgie du Club UNESCO de Pechina.
Depuis 2009, assez digne, bien qu'il conserve son tracé original et que l'on puisse encore voir les anciennes grottes, ainsi qu'un conglomérat de maisons colorées qui serpentent le long de la colline. C'est devenu un quartier où l'afflux d'immigrés est important. Le quartier compte un pourcentage élevé de gitans et de musulmans, et dispose de nombreux services de santé, d'installations sportives et de petits magasins. Il présente l'un des taux de chômage, de pauvreté et de marginalisation les plus élevés de la province. Cependant, c'est le lieu de naissance des artistes les plus remarquables de la culture flamenco d'Almeria. Au début de l'année 2011, la candidature de La Chanca a commencé à être encouragée en vue de sa déclaration par l'UNESCO en tant que patrimoine culturel et immatériel de l'humanité, une proposition émanant du Club UNESCO de Pechina.

## Transport en commun
La ligne de transport urbain d'Almeria (Surbus) la plus proche du quartier est la ligne 6, qui le relie au centre-ville et à d'autres parties de la ville. Cette ligne traverse les quartiers de Pescadería, Centro, Los Molinos et El Puche.

## Infrastructures et équipements

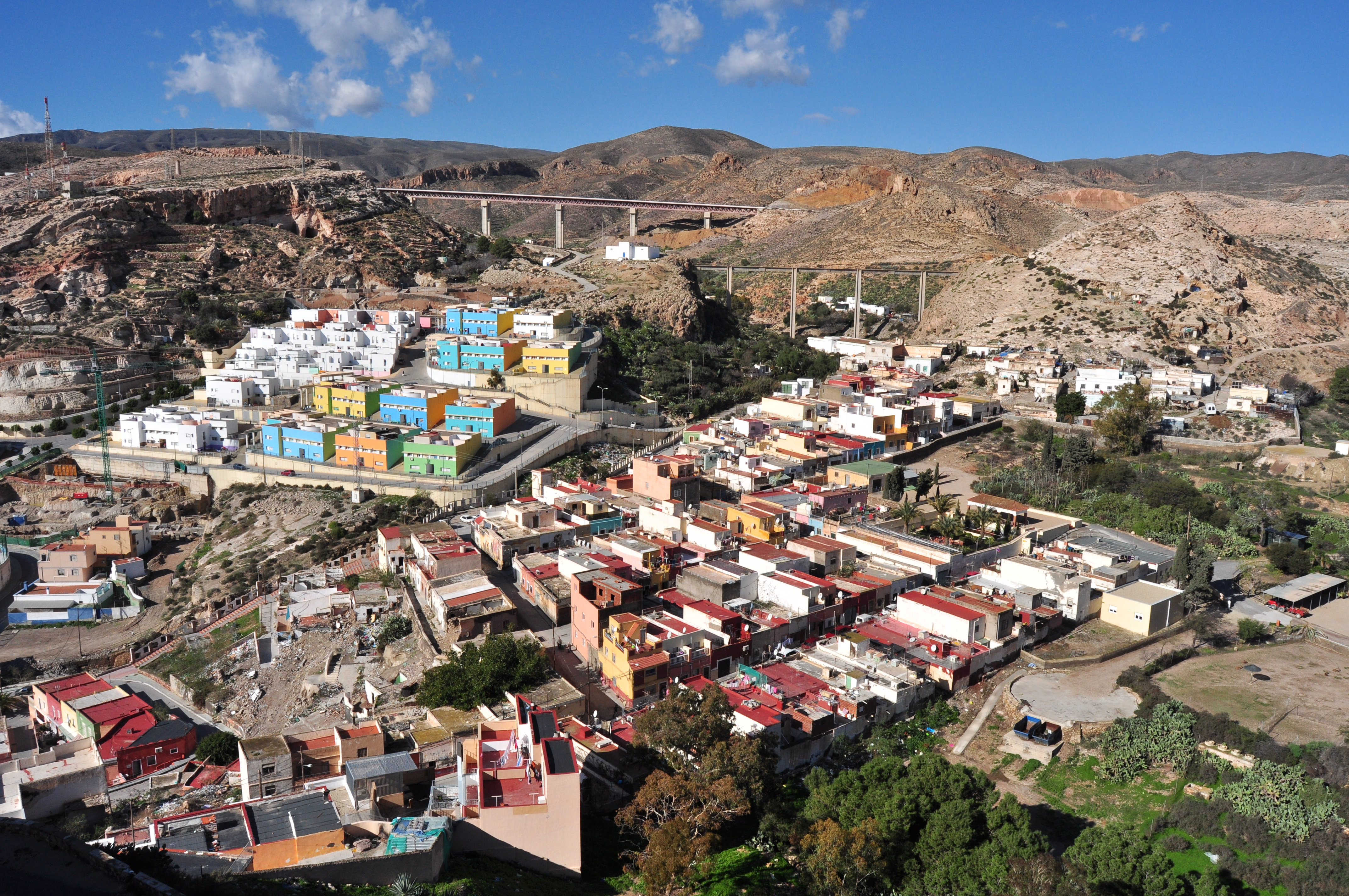
Logements à La Chanca, dans le ravin d'El Caballar et dans les carrières du Califat

La ville dispose du collège public d'éducation enfantine et primaire CEIP La Chanca, ainsi que des établissements privés d'éducation enfantine et primaire CDP Virgen de la Chanca et CDP Amor de Dios. Elle compte également l'IES Galileo. De plus, elle bénéficie d'un centre Guadalinfo. En ce qui concerne la santé, la ville est équipée du Centre de Santé Casa del Mar, inauguré en 2020.

## Lieux d'intérêt
Le tracé original du quartier islamique Al Hawad ou El Aljibe, sur lequel se trouve le quartier de la Chanca et de la Pescadería, dans le centre historique d'Almería, est un bien d'intérêt culturel.
Les carrières de San Roque Norte et la Cueva del Covarrón sont classées au patrimoine historique de l'Andalousie, et les carrières du Caliphal d'Almería présentent également un intérêt historique. Sur le Camino Viejo, l'entrée d'Almería est conservée. L'église de San Roque et la cheminée de la fonderie de Heredia, seul témoignage de l'industrie sidérurgique à La Chanca au XIXe siècles, présentent également un intérêt historique. Les maisons à un étage, à la structure cubique blanche et aux portes et fenêtres peintes de couleurs vives telles que le bleu, le jaune, le vert ou l'ocre, sont également caractéristiques du quartier.